# Nemertesia indivisa
Nemertesia indivisa är en nässeldjursart som först beskrevs av George James Allman 1883.  Nemertesia indivisa ingår i släktet Nemertesia och familjen Plumulariidae. Inga underarter finns listade i Catalogue of Life.